# 1951년 아시안 게임
1951년 아시안 게임은 1951년 3월 4일부터 3월 11일까지 인도 뉴델리에서 개최된 제1회 아시안 게임이다. 11개국에서 총 489명의 선수가 참가해 8개 종목에 걸쳐 기량을 겨루었다.

## 대회 이전의 상황

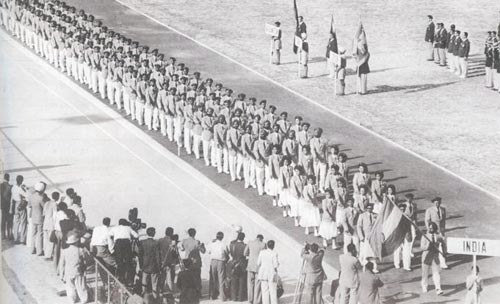
1951년 아시안 게임 개막식에서 인도 선수단의 입장

아시안 게임 이전에는 극동 선수권 대회가 있었다. 극동 선수권 대회는 1913년 필리핀 체육인의 중심으로 만들어진 대회로 일본, 중국, 말레이시아, 필리핀, 홍콩을 중심으로 개최되었다. 그러나 이 대회는 1937년에 발발한 중일 전쟁을 계기로 폐지되고 만다.
그 후 지속하지 못하다가 다시 아시아인들의 위한 스포츠가 논의가 시작한 것은 1948년 런던 하계 올림픽이 열리던 기간이었다. 그때 아시아 13개국 단장들이 국제 올림픽 위원회(IOC)로부터 아시아 지역 대회 개최에 대한 사전 협의를 요청했다. 1948년 8월 8일에는 인도 올림픽 위원회 대표였던 구루 두트 손디(Guru Dutt Sondhi)가 아시안 게임을 창설하기로 결의했다. 1949년 2월 13일에는 인도 델리에서 아시아 경기 연맹(AGF)이 정식으로 창설되었다.

## 경기 종목
- 농구
- 다이빙
- 사이클
- 수구
- 수영
- 역도
- 육상
- 축구

## 참가국
총 11개국이 참가하였다. 네팔, 버마(현재의 미얀마), 실론(현재의 스리랑카), 싱가포르, 아프가니스탄, 이란, 인도, 일본, 태국, 필리핀이 처음으로 아시안 게임에 참가하였다. 인도, 인도네시아, 일본, 필리핀, 스리랑카, 싱가포르, 태국 7개국은 1회 대회부터 지금까지 아시안 게임 역사상 한 번도 빠짐 없이 참가하고 있다.
대한민국은 원래 1951년 아시안 게임에 참가할 예정이었지만 한국 전쟁의 여파로 인하여 불참했으며, 중화인민공화국은 국내 사정으로 인해 등록 마감 시한까지 선수 명단을 등록하지 못하여 불참했다. 또한 파키스탄은 인도와의 카슈미르 분쟁을 이유로 불참했으며, 소련, 베트남은 정치 체제를 이유로 참가 대상에서 제외되었다.
- 네팔 (8)
- 버마 (58)
- 실론 (3)
- 싱가포르
- 아프가니스탄
- 이란 (49)
- 인도 (151) (개최국)
- 인도네시아 (35)
- 일본 (72)
- 태국
- 필리핀

## 메달 집계
| 순위 | 국가       | 금메달 | 은메달 | 동메달 | 합계 |
| ---- | ---------- | ------ | ------ | ------ | ---- |
| 1    | 일본       | 24     | 21     | 15     | 60   |
| 2    | 인도       | 15     | 16     | 20     | 51   |
| 3    | 이란       | 8      | 6      | 2      | 16   |
| 4    | 싱가포르   | 5      | 7      | 2      | 14   |
| 5    | 필리핀     | 5      | 6      | 8      | 19   |
| 6    | 실론       | 0      | 1      | 0      | 1    |
| 7    | 인도네시아 | 0      | 0      | 5      | 5    |
| 8    | 버마       | 0      | 0      | 3      | 3    |
| 합계 | 합계       | 57     | 57     | 55     | 169  |

## 대회 이모저모
- 본래 1950년 창립대회 개최를 목표로 하였으나 준비의 어려움을 겪으면서 1951년에 개최되었다.
- 아시안 게임 최초의 금메달리스트는 수영 자유형 1,500m에 출전한 싱가포르의 수영 선수인 네오 취콕이다. 그는 수영 자유형 4개 종목 모두에서 1위를 차지하면서 4관왕이 되었다.
- 대한민국은 한국전쟁으로 인해 참가하지 못하였다.

| 아시안 게임 |                                |             |
| 이전        | 1951년 아시안 게임 뉴델리 1951 | 다음        |
| 없음        | 1951년 아시안 게임 뉴델리 1951 | 마닐라 1954 |
|             |                                |             |
|             |                                |             |

## 같이 보기
- 1982년 아시안 게임
- IOC 국가 코드 목록